# Charlotte Schneider
Charlotte Schneider Callejas es una bioquímica cubana, nacionalizada colombiana, y activista por los derechos LGBTI y de las mujeres. Desde 2023 es directora regional en Bogotá del Departamento para la Prosperidad Social (DPS).

## Biografía
Schneider nació en Cuba. Estudió bioquímica en la Facultad de Biología de la Universidad de la Habana. En el año 2000 migró a Colombia debido a la violencia que sufren las personas trans en su país natal. En Colombia obtuvo su doble nacionalidad. Se especializó en estudios Feministas y de Género de la Universidad Nacional de Colombia. Fue secretaria para asuntos trans para América Latina de la Asociación Internacional de Lesbianas, Gays, Bisexuales, Trans e Intersex (ILGA). También es defensora del proceso de paz colombiano.
En 2017 ganó una tutela al Distrito y logró que la Corte Constitucional fallase en su favor en un litigio laboral que le reconoció que durante nueve años estuvo trabajando en la Secretaría Distrital de Salud de Bogotá por prestación de servicios.
En marzo de 2023 fue nombrada directora regional en Bogotá del Departamento para la Prosperidad Social.